# Benjamin Bratt

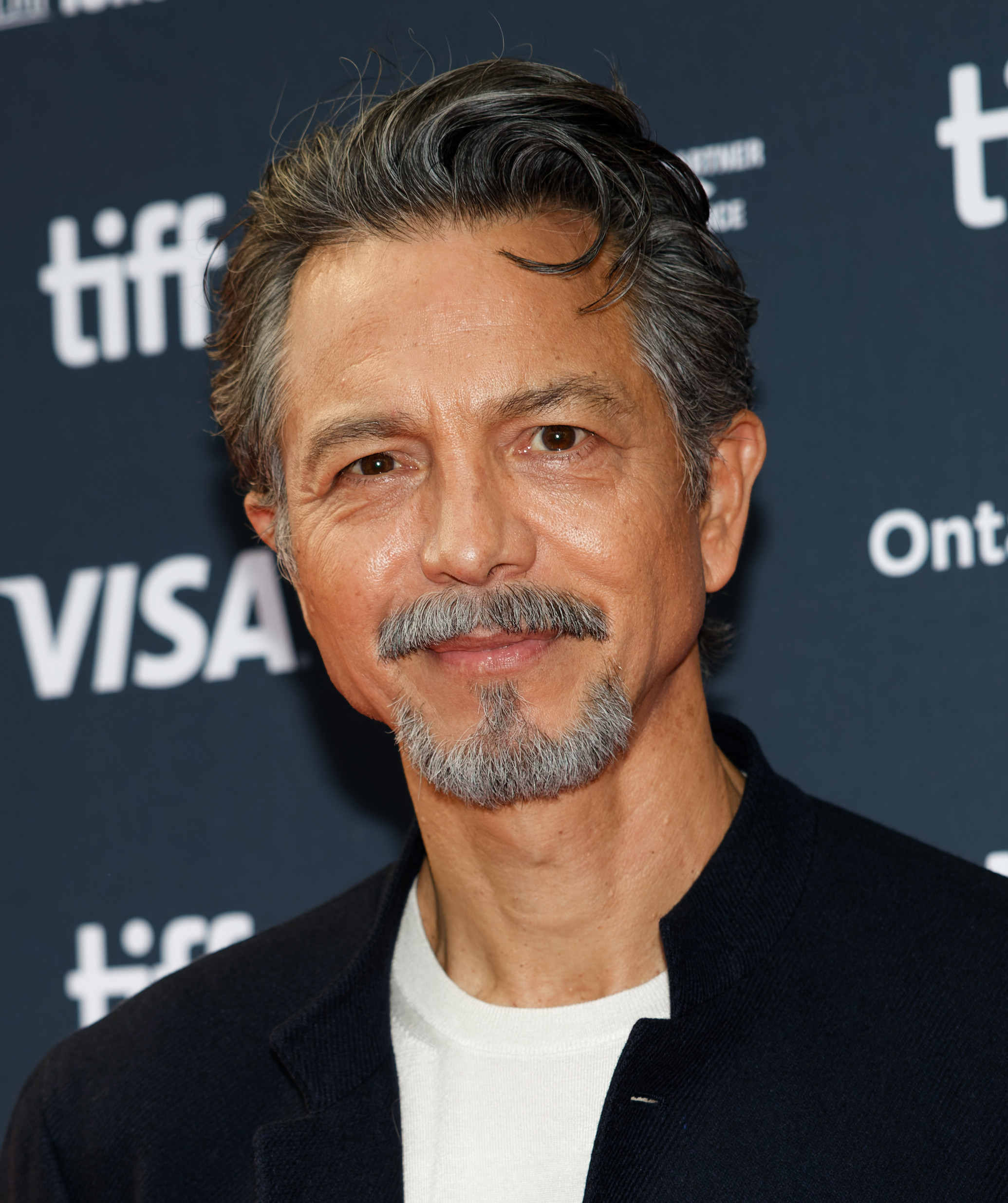
Benjamin Bratt (2024)

Benjamin George Bratt (* 16. Dezember 1963 in San Francisco, Kalifornien) ist ein US-amerikanischer Schauspieler.

## Leben
Benjamin Bratt wurde als Sohn einer indigenen Mutter aus Peru geboren. Er besuchte die Lowell High School in San Francisco und anschließend die University of California in Santa Barbara. Sein Schauspielstudium nahm er am American Conservatory Theatre auf. Bekannt gemacht hat ihn seine Rolle als Paco Aguilar in Blood in, Blood out – Verschworen auf Leben und Tod aus dem Jahr 1993. Danach spielte er von 1995 bis 1999 die Rolle als Detective Reynaldo Curtis in der Krimiserie Law & Order.

Benjamin Bratt am 5. August 2004 in Hamburg

Im Jahr 2000 war er zunächst an der Seite von Rupert Everett und Madonna in dem allgemein als Flop geltenden Film Ein Freund zum Verlieben zu sehen. Eine weitere Rolle folgte in dem Film um eine Marsexpedition in Red Planet. Größere Bekanntheit erlangte er dann an der Seite von Sandra Bullock in Miss Undercover und vor allem durch seine Darstellung des Juan Obregón in dem vielfach gelobten Kinofilm Traffic – Macht des Kartells.
Bratt war von 1998 bis 2001 mit der Schauspielerin Julia Roberts liiert. Im April 2002 heiratete er Schauspielerin und Model Talisa Soto. Im Dezember 2002 wurden die beiden Eltern einer Tochter und 2005 Eltern eines Sohnes. 2004 war er an der Seite von Halle Berry in Catwoman im Kino zu sehen. Von 2005 bis 2006 war er als Major Jim Tisnewski in der NBC-Serie E-Ring – Military Minds zu sehen. Von 2011 bis 2013 spielte er in der Serie Private Practice als Jake Reilly mit.
2023 erhielt er in den USA eine Goldene Schallplatte für die Single Remember Me aus dem Film Coco.

## Filmografie (Auswahl)
- 1988–1989: Knightwatch (Fernsehserie)
- 1989: Die Ninja Cops (Nasty Boys, Fernsehserie)
- 1991: Selbstjustiz – Ein Cop zwischen Liebe und Gesetz (One Good Cop)
- 1992: Shadow Hunter
- 1993: Blood in, Blood out – Verschworen auf Leben und Tod (Bound by Honor)
- 1993: Demolition Man
- 1994: Am wilden Fluß (The River Wild)
- 1994: Das Kartell (Clear and Present Danger)
- 1995–1999, 2009 Law & Order (Fernsehserie, 95 Folgen)
- 2000: Red Planet
- 2000: Traffic – Macht des Kartells (Traffic)
- 2000: Miss Undercover (Miss Congeniality)
- 2000: Ein Freund zum Verlieben (The Next Best Thing)
- 2000: Letzte Ausfahrt Hollywood (The Last Producer)
- 2001: After the Storm
- 2001: Piñero
- 2002: Abandon
- 2004: Catwoman
- 2004: The Woodsman
- 2005: The Great Raid – Tag der Befreiung (The Great Raid)
- 2005: Thumbsucker
- 2005–2006: E-Ring – Military Minds (E-Ring, Fernsehserie, 23 Folgen)
- 2007: Die Liebe in den Zeiten der Cholera (Love in the Time of Cholera)
- 2008: Andromeda – Tödlicher Staub aus dem All (The Andromeda Strain)
- 2008–2009: The Cleaner (Fernsehserie, 26 Folgen)
- 2009: Die Mission (La mission)
- 2010–2013/2020: Modern Family (Fernsehserie, 5 Folgen)
- 2011–2013: Private Practice (Fernsehserie, 36 Folgen)
- 2013: Snitch – Ein riskanter Deal (Snitch)
- 2013: Ich – Einfach unverbesserlich 2 (Despicable Me 2, Stimme)
- 2013: Wolkig mit Aussicht auf Fleischbällchen 2 (Cloudy with a Chance of Meatballs 2, Stimme)
- 2014: 24: Live Another Day (Miniserie, 10 Folgen)
- 2016: Ride Along: Next Level Miami (Ride Along 2)
- 2016: Doctor Strange
- 2016: The Infiltrator
- 2016–2019: Star (Fernsehserie)
- 2017: Coco – Lebendiger als das Leben! (Coco, Stimme)
- 2017: Shot Caller
- 2019: A Score to Settle
- 2022: Dead for a Dollar
- 2023: Poker Face (Fernsehserie, 5 Folgen)
- 2024: Mother of the Bride
- 2025: Andor (Fernsehserie)

## Auszeichnungen
Screen Actors Guild Awards 2001
- Bestes Schauspielerensemble: Traffic – Macht des Kartells

Goldene Himbeere
- Nominiert für die schlechteste Filmpaarung zusammen mit Madonna (die alternativ noch mit Rupert Everett nominiert war) in Ein Freund zum Verlieben